# Cimitero Prospect
Il cimitero Prospect è un cimitero storico situato nel quartiere Jamaica del Queens (distretto di New York). Venne aperto nel 1668 e all'epoca conosciuto come "burring plas" (acquitrino, pozzanghera). Il cancello principale originale del cimitero si affacciava su Beaver Road che collegava Sutphin Boulevard a Jamaica Avenue. Era generalmente noto come camposanto presbiteriano ed è uno dei pochi cimiteri coloniali rimasti del Queens. Dopo che il villaggio fu sollevato dall'incarico di amministrazione del cimitero, la gestione e la manutenzione furono assegnate alla Prima Chiesa Presbiteriana (fondata nel 1662). Avvenne una disputa tra quest'ultima e la Grace Episcopal Church (fondata nel 1701) in merito a chi avrebbe dovuto gestire il cimitero.

## Anglicani contro Presbiteriani
La disputa risale al 1704, quando Lord Cornbury divenne governatore, confiscò la chiesa e la canonica nel villaggio Jamaica e le mise a disposizione della congregazione della Chiesa anglicana sulla base del fatto che gli edifici furono pagati con il danaro pubblico. Gli Episcopali perciò rifiutarono l'uso delle altre congregazioni. Pertanto, i Presbiteriani fecero causa e recuperarono sia la canonica che la chiesa, che continuarono ad usare finché nel 1813 fu costruito l'edificio attuale dalla 164ª alla 90ª strada. Le fortune di Cornbury e quelle dei Whigs cessarono nel 1709 dal momento in cui venne accusato di persecuzione dei presbiteriani per aver confiscato le proprietà della chiesa e incarcerato i loro ministri, durante quel periodo vi furono molte violenze relative ai furti di terre a New York e dintorni.

## Primi immigrati
Il cimitero comprende circa 240 fosse familiari contenenti 2.100 sepolture e risalenti alla fondazione del cimitero verso la fine del XX secolo. Una di queste famiglie sono i Brinckerhoffs, che deriva da due termini olandesi: "Brenger" che significa messaggero e "Hof" che significa corte. Il primo e più precoce dei Brinckerhoff ad arrivare nella città di New York fu Joris Dirckson, che emigrò in Nord America nel 1638 dai Paesi Bassi europei per migliorare il proprio tenore di vita. In seguito, due ricercatori della Confraternita Rufus King delle Figlie della Rivoluzione Americana hanno scoperto i nomi di 54 soldati che servirono durante la Guerra Rivoluzionaria, che furono sepolti nel cimitero Prospect. L'ultima sepoltura è avvenuta nel 1988.

## Cappella delle Sorelle - 1857
Annessa alla proprietà adibita a struttura per i bisognosi vi è la Cappella delle Sorelle, eretta nel 1857.
Nicholas Ludlum fu personalmente responsabile della costruzione della "Cappella delle Sorelle", così chiamata in onore delle sue tre figlie che morirono anni addietro. Nel 2007, il presidente del distretto del Queens Helen Marshall, in collaborazione con i gruppi di comunità e conservazione, ha celebrato il restauro della Cappella delle Sorelle, che richiese quasi cinque anni di raccolta fondi da parte della Compagnia di Ampliamento Jamaica e del Comitato Attrazioni Turistiche di New York. Il momento clou principale di questo progetto è stato il restauro di due rosoni che decorano le facciate nord e sud della cappella. Fu costruita a stile romanico rinascimentale e misurava circa 40 per 40 piedi e 25 piedi di altezza.
La cappella fu restaurata e nel 2008 è stata rinominata a Illinois Jacquet Performance Space, per il famoso sassofonista jazz che viveva nel parco Addesleigh, un'enclave jazz del Jamaica. A seguito delle migliorie effettuate che includevano un nuovo impianto di riscaldamento, nuovi impianti idraulici ed elettrici, la sostituzione finestre e porte d'ingresso in legno, nuovi pavimenti e altri lavori in muratura e miglioramenti nel design, la cappella è riapparsa come uno spazio per concerti / eventi, che ha permesso di essere utilizzata come luogo di aggregazione per riunioni e presentazioni.

## Recupero
Prima, durante, e dopo gli anni '80, vari gruppi, commissioni e singoli individui avevano pianificato di mantenere e preservare il cimitero Prospect. Durante questo periodo, il Prospect era diventato un luogo di degrado e vandalismo ricoperto da rifiuti, edera velenosa e le tombe diroccate. Amy Anderson, si prodigò affinché questo andazzo / problema si risolvesse, e dichiarò: "I miei antenati giunsero qui e si stabilirono in questo paese. Sono americana. Non ho intenzione di lasciarlo appassire". Il cimitero non solo è risultato essere luogo di riferimento ufficiale per la città di New York, ma, secondo il dott. Sherene Baugher, è il quarto cimitero superstite più antico dei cinque distretti. Oltretutto, nell'ambito del Challenge Program della Guardia Nazionale per l'abbandono delle scuole superiori, 80 membri della Guardia Nazionale e 14 studenti trascorrono la giornata (sabato 23 novembre 1998) a tagliare l'erba, rastrellare e ripulire lo spiazzo anteriore del cimitero (vicino alla 159th Street e Liberty Avenue). Oltre a ridare dignità alle tombe all'interno del cimitero Prospect, la pulizia di quasi un acro di questa proprietà ha contribuito a stroncare l'eventuale commercio di droga e la criminalità, come affermato dagli organizzatori di questo evento.

## Monumento
La Commissione Monumenti della Città ha dichiarato che il cimitero Prospect è il più antico cimitero di New York e che è considerato un luogo di grande interesse storico ed estetico, nonché uno delle principali punti di rilevanza culturale della città. È stato inserito nel Registro nazionale dei luoghi storici nel 2002.

## Sepolture illustri
- Increase Carpenter è stato un membro della società segreta Sons of Liberty e ha fatto parte del Comitato di Corrispondenza, un governo che agiva all'ombra dei colonialisti. È stato anche un volontario della riserva colonialista nella milizia del Jamaica e quartiermastro nell'esercito del generale Geo Washingtons durante la guerra d'indipendenza.
- Egbert Benson è stato un padre fondatore degli Stati Uniti che ha rappresentato New York nel Congresso continentale e la Camera dei rappresentanti degli Stati Uniti, e che fu membro della convenzione costituzionale dello Stato di New York nel 1788 che ratificò la Costituzione degli Stati Uniti. Procuratore generale dello Stato di New York, Presidente della Corte Suprema di New York, in veste di Giudice e Presidente del secondo Distretto Giudiziario degli Stati Uniti. È uno degli Americani Olandesi al fianco di John Jay che guidò la Rivoluzione Americana.
- Famiglia Brinkerhoff: 110th Avenue è intitolata a loro
- Famiglia Sutphin: una delle principali arterie nord-sud del Jamaica che va da Hillside Avenue a Rockaway Boulevard, Sutphin Boulevard è intitolata a loro
- Famiglia Van Wyck: il figlio più famoso della famiglia, Robert Van Wyck, è stato il sindaco di New York e la Van Wyck Expressway prende il nome da lui. Anche chiamata Van Wicklen
- Famiglia Remsen: i Remsens e i Carpenters si sposarono fra loro, Remsen street a Brooklyn è a loro nome
- Famiglia Nostrand: Nostrand Avenue a Brooklyn intitolata a loro, conosciuta anche come Van Noorstrant
- Famiglia Lefferts: Lefferts Boulevard in loro ricordo

## Galleria d'immagini

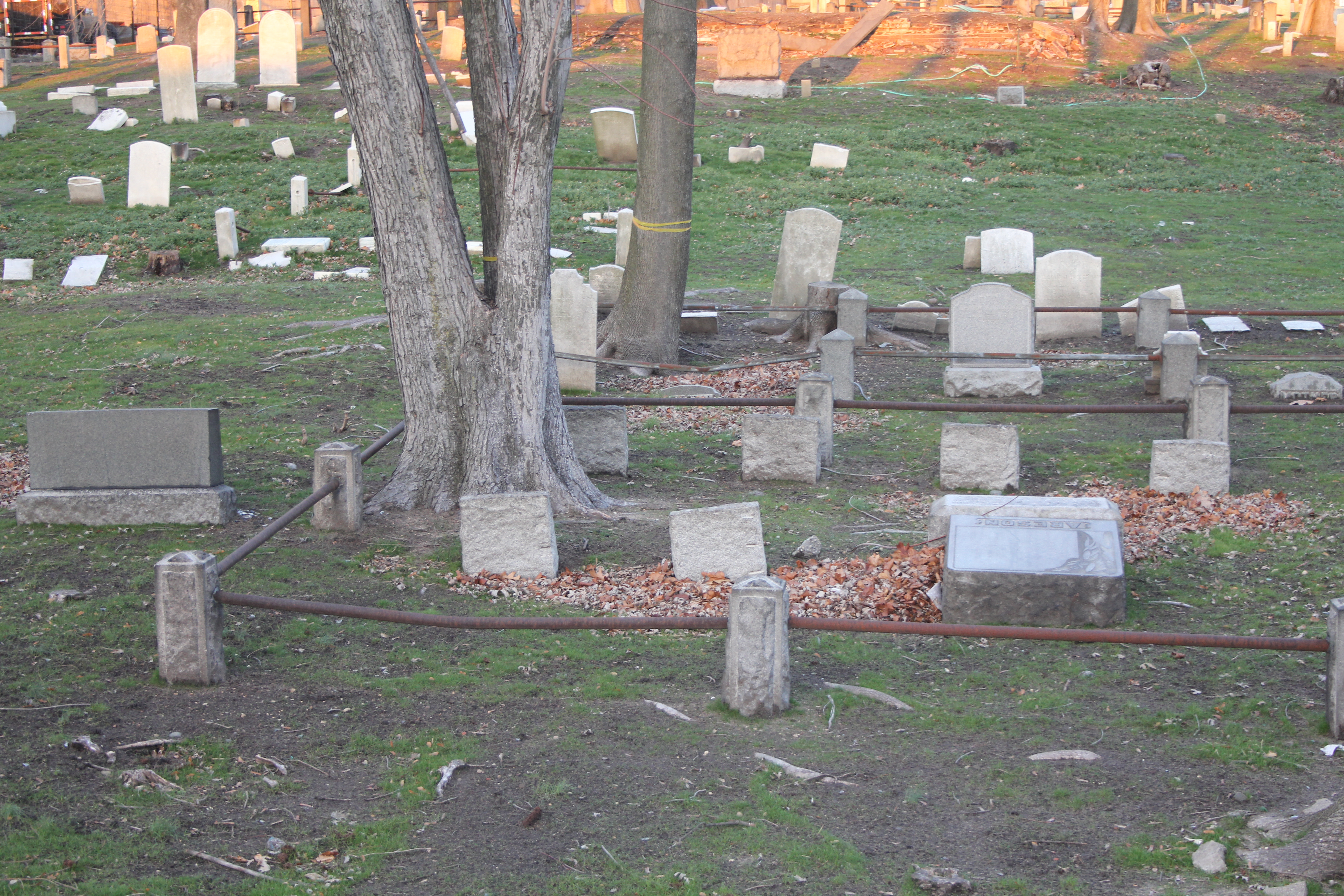
Tombe del cimitero
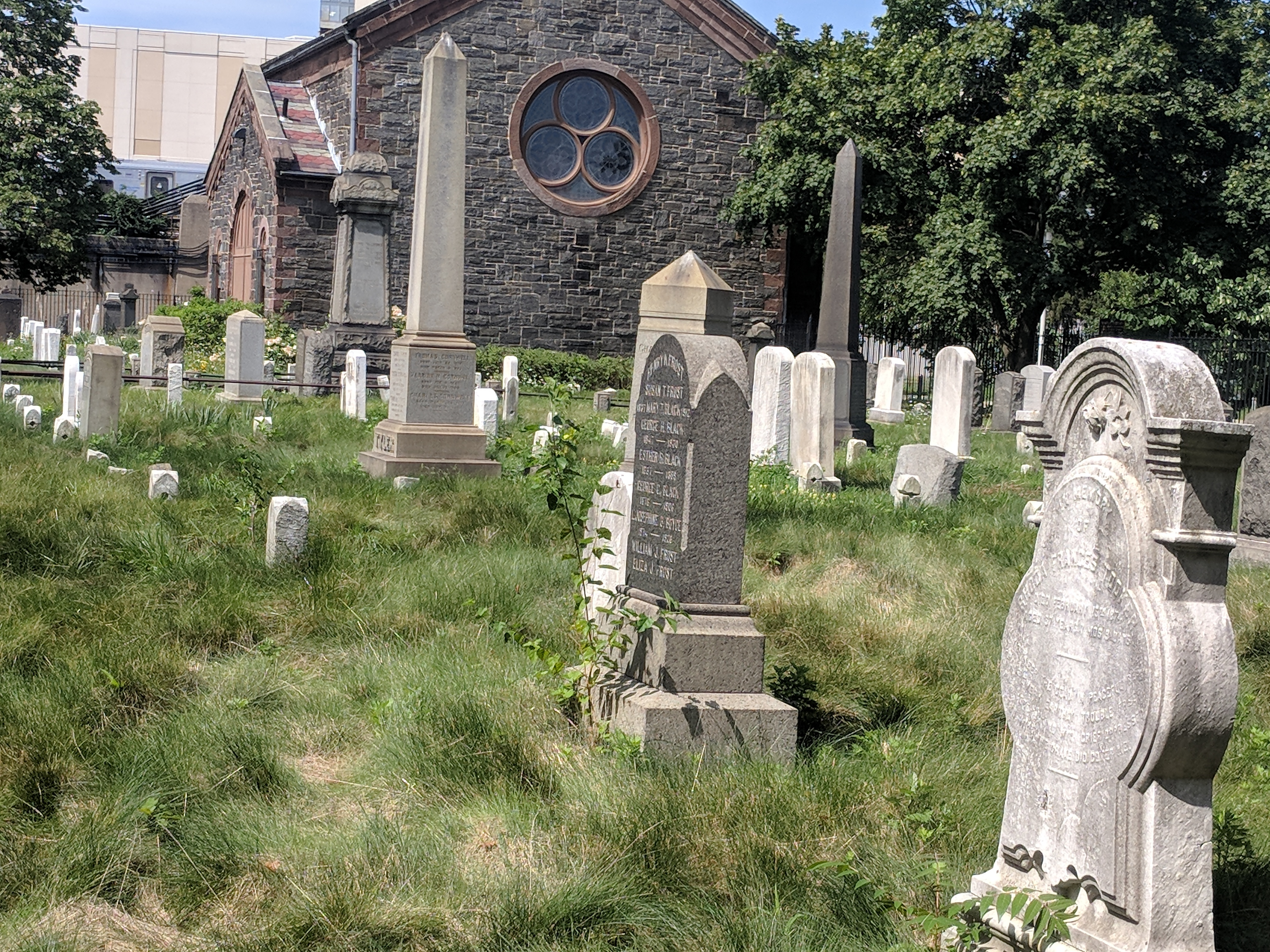
Cappella delle Sorelle
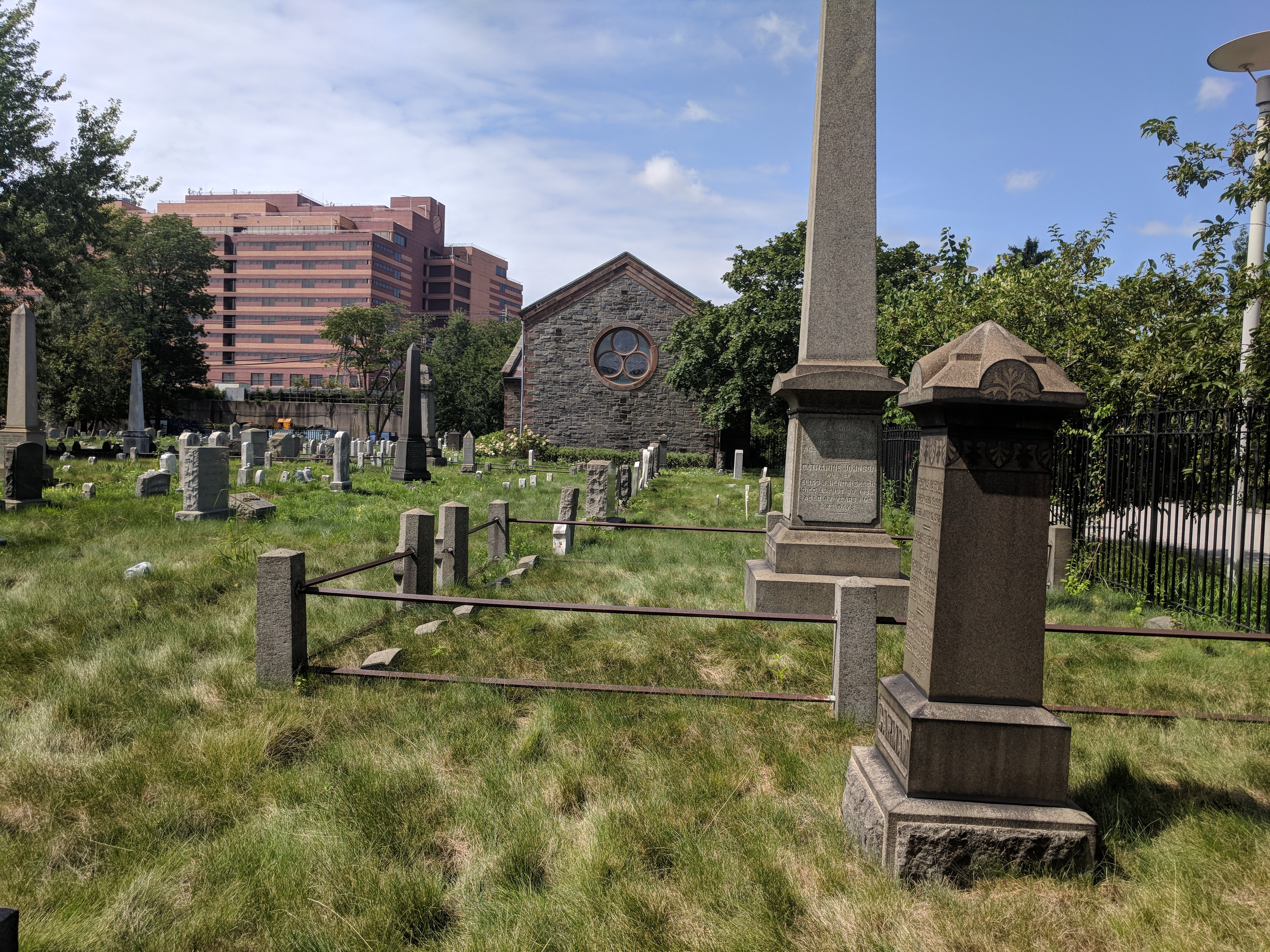
Cimitero Prospect
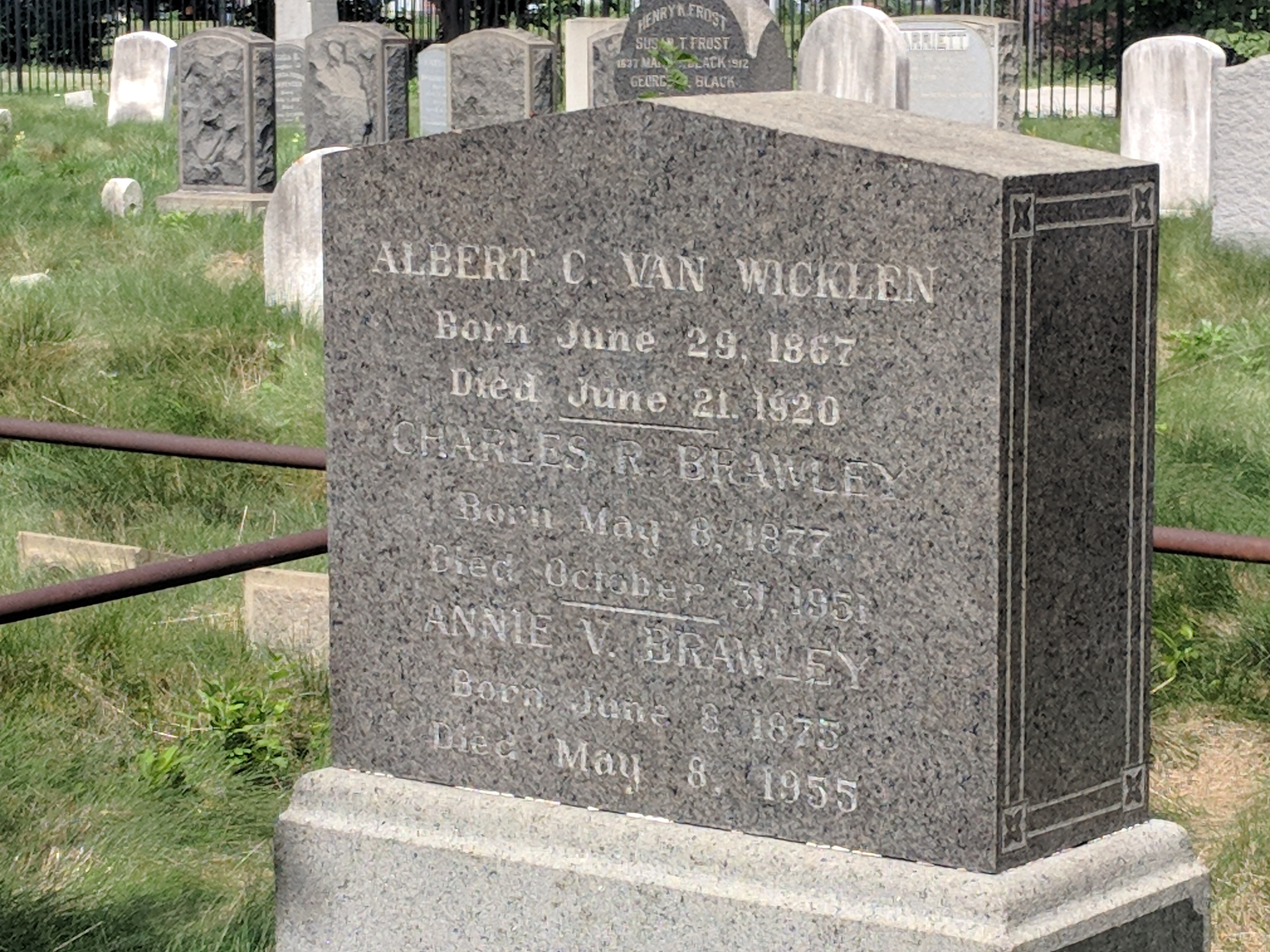
Lapide di Albert Van Wicklen
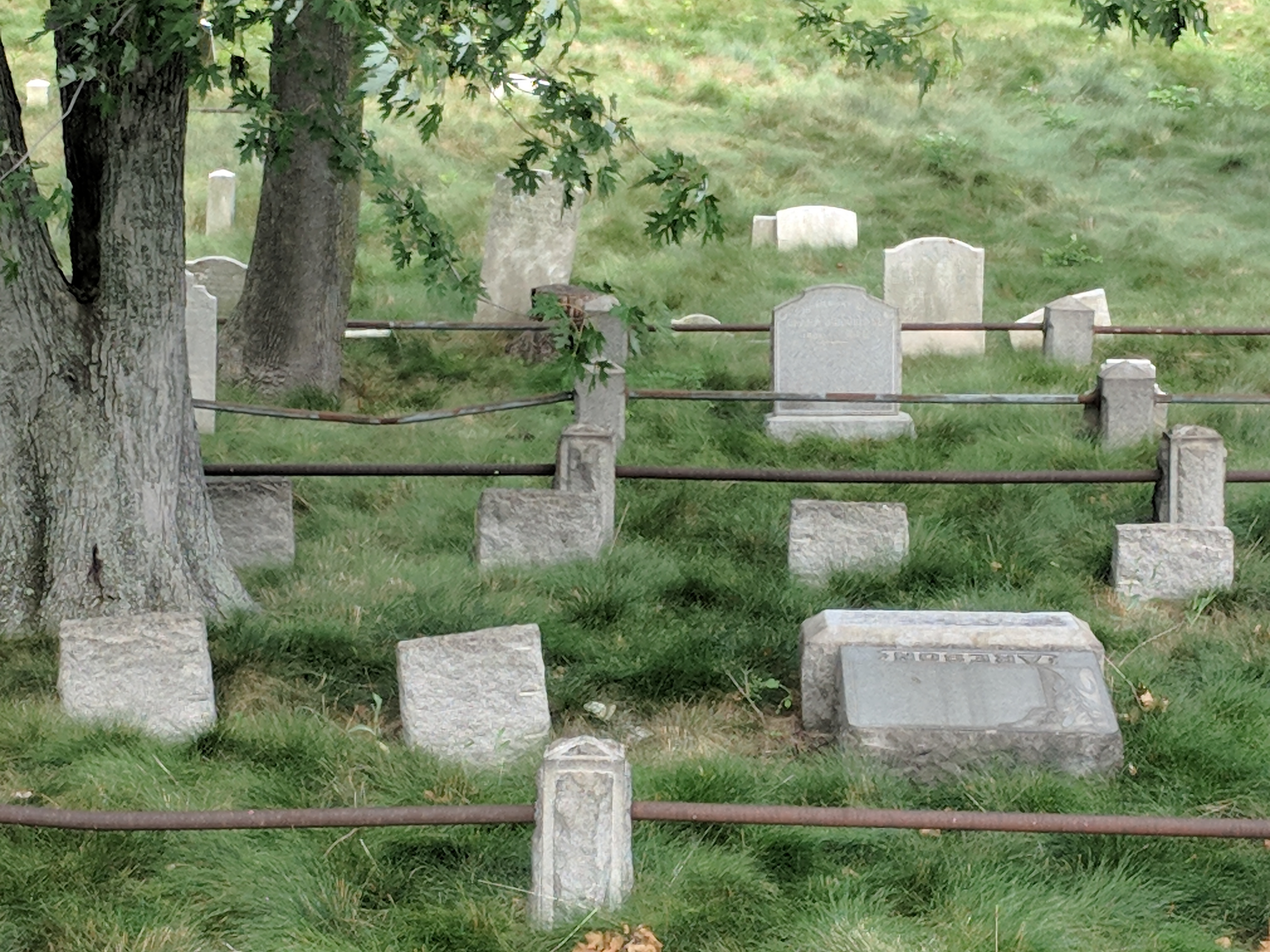
Cimitero Prospect, vista su Beaver Street
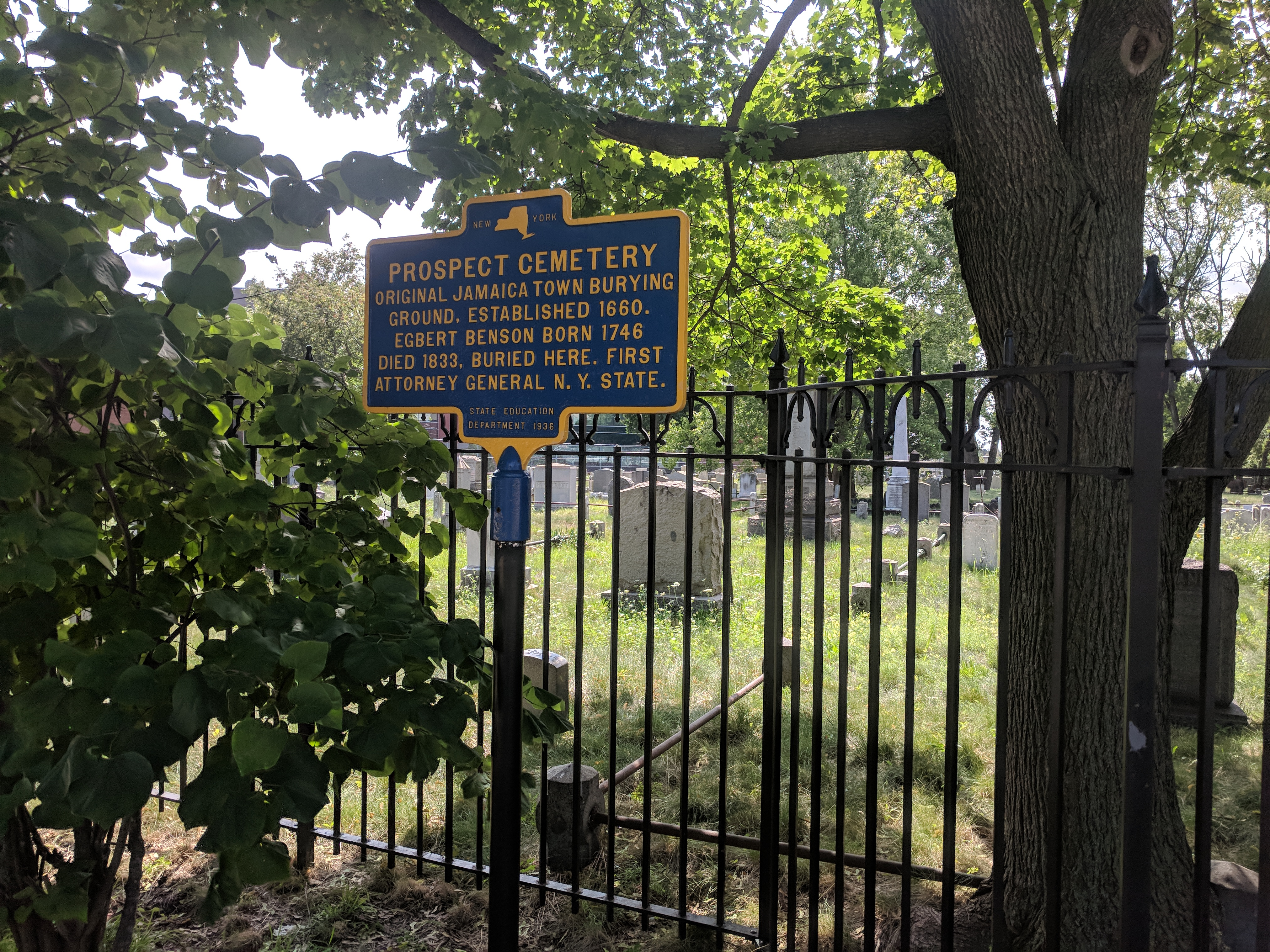
Cimitero Prospect ingresso
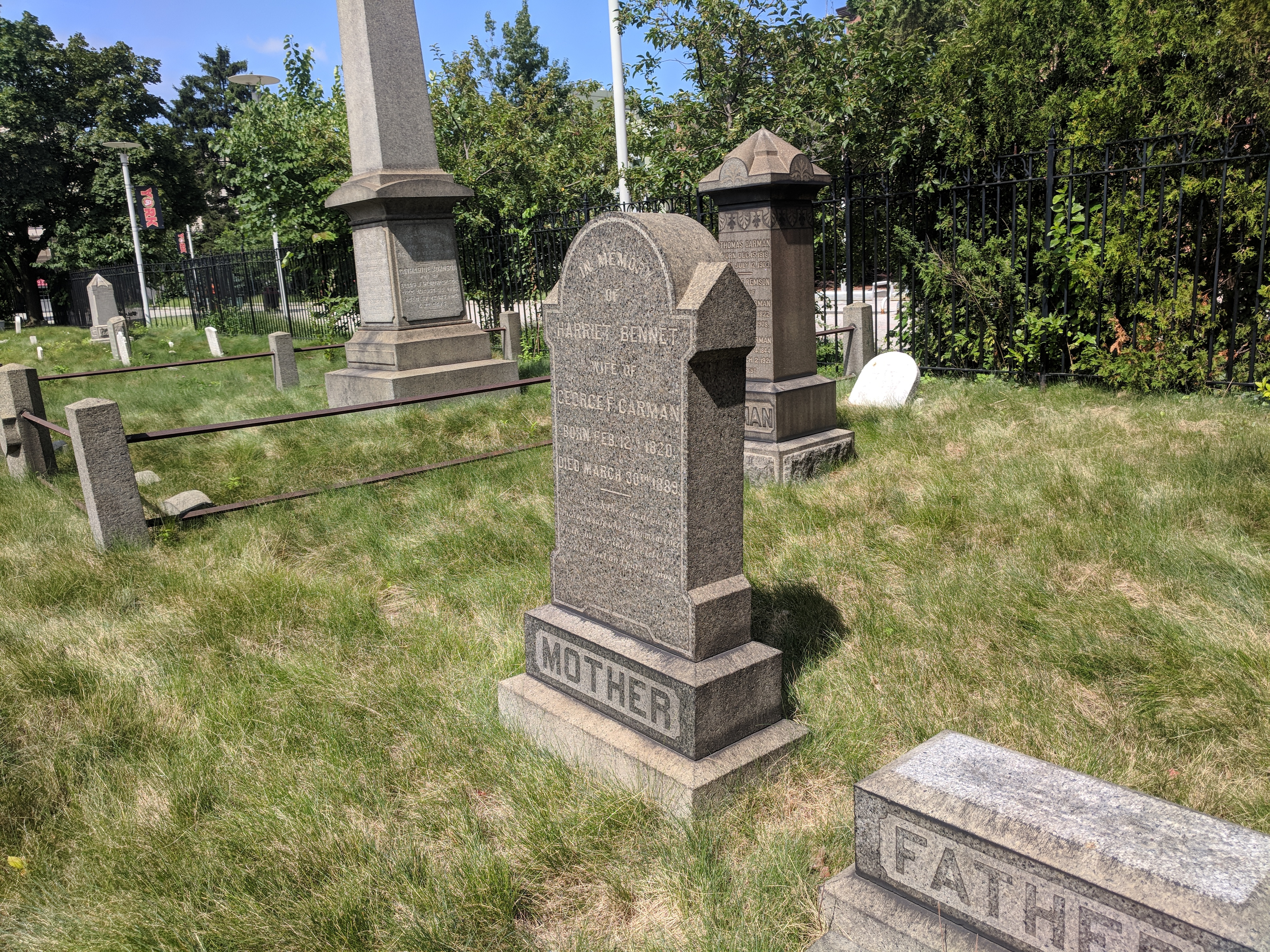
Lapidi Madre e Padre
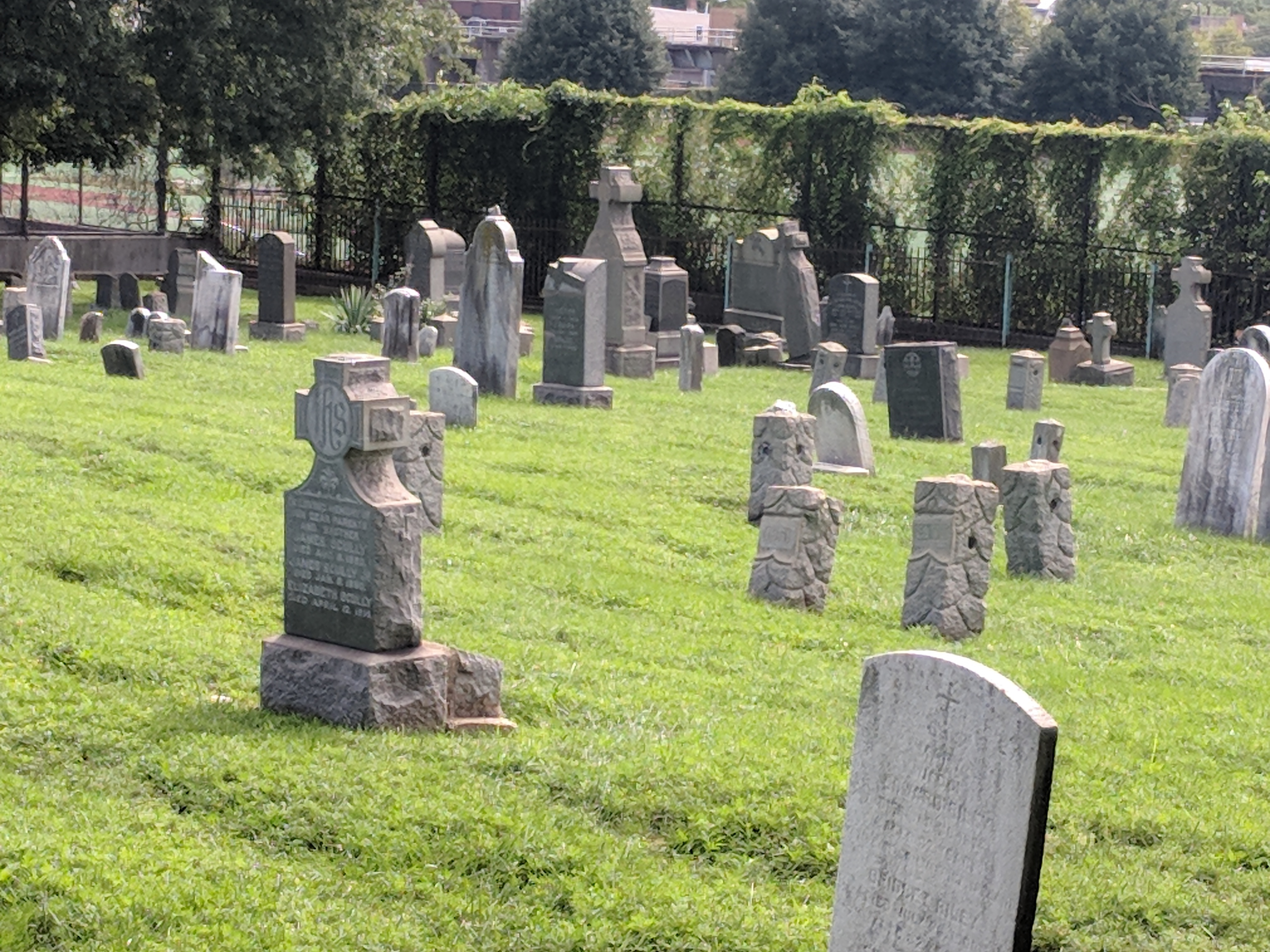
Campo Sud
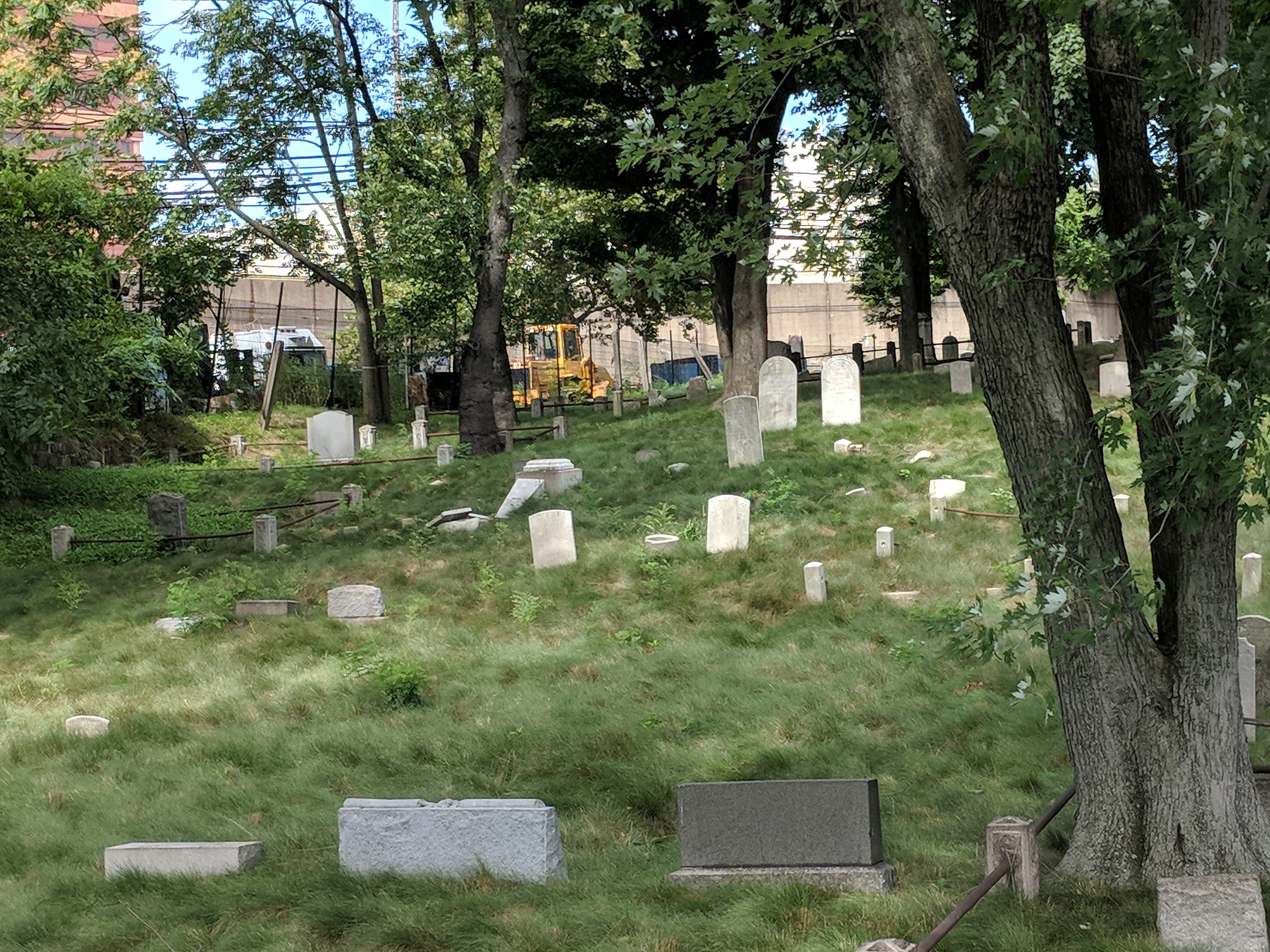
Cimitero Prospect, vista su Beaver Street
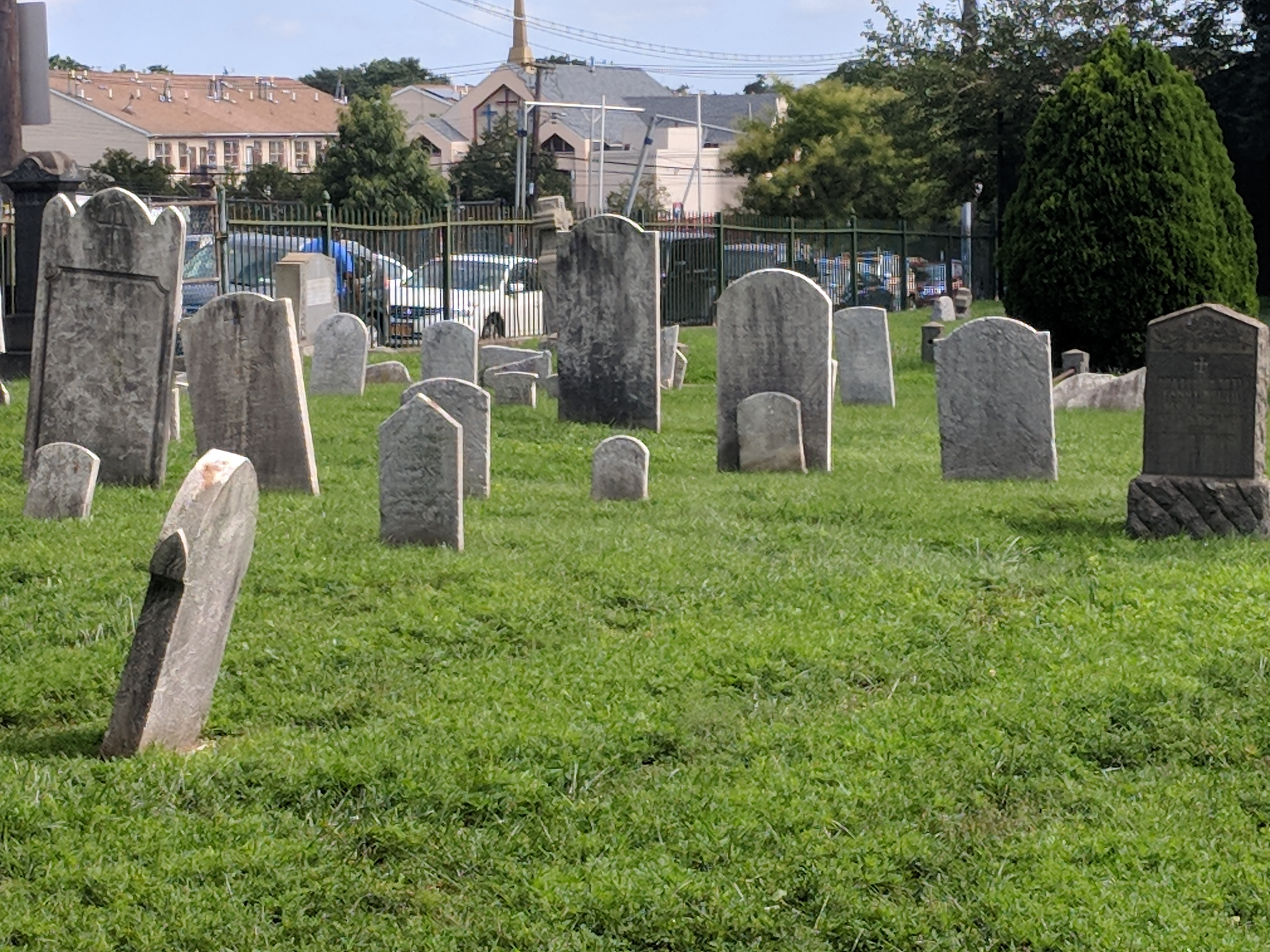
Campo Sud
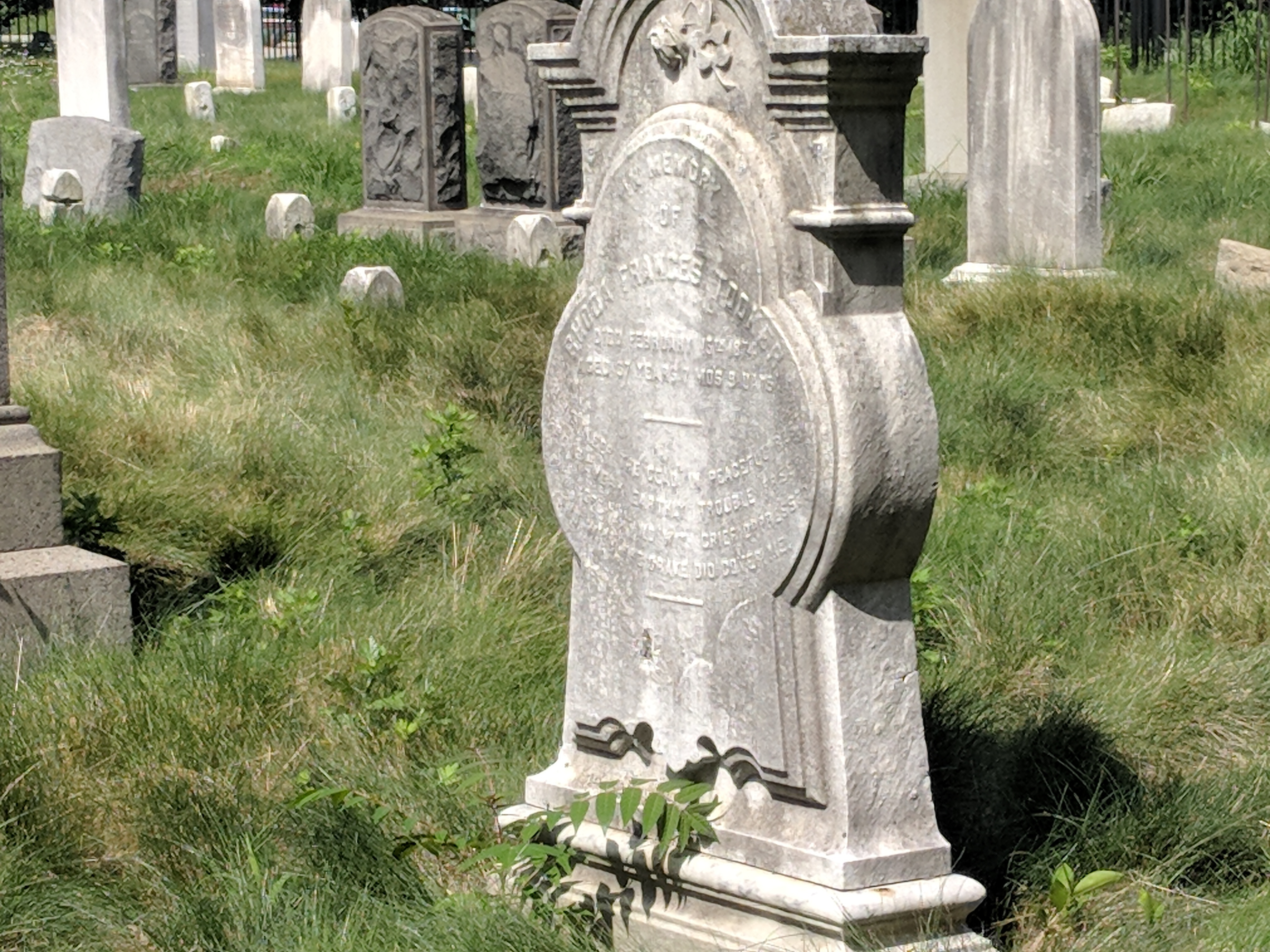
Lapide